# Attention (chanson d'Ulrikke Brandstorp)
Pour les articles homonymes, voir Attention (homonymie).
Chansons représentant la Norvège au Concours Eurovision de la chanson
Spirit in the Sky
(2019) Fallen Angel
(2021)
Attention est une chanson de la chanteuse norvégienne Ulrikke Brandstorp, sortie le 31 janvier 2020 en téléchargement numérique. La chanson aurait dû représenter la Norvège au Concours Eurovision de la chanson 2020, à Rotterdam, aux Pays-Bas.

## À l'Eurovision
Le 15 février 2020, la chanson Attention d'Ulrikke Brandstorp est sélectionnée, au terme du Melodi Grand Prix, comme représentant de la Norvège à l'Eurovision 2020.
La chanson aurait dû être interprétée en quatorzième position de l'ordre de passage de la première demi-finale, le 12 mai 2020. Cependant, le 18 mars 2020, l'annulation du Concours en raison de la pandémie de Covid-19 est annoncée.

## Classements
La performance de la chanson lors du Melodi Grand Prix 2020 cumule près de 2 millions de vues sur YouTube, et environ 7 millions de streams sur la plateforme Spotify. (en août 2020).
| Classements (2020) | Meilleure position |
| ------------------ | ------------------ |
| Norvège (VG-lista) | 3                  |